# WR 104

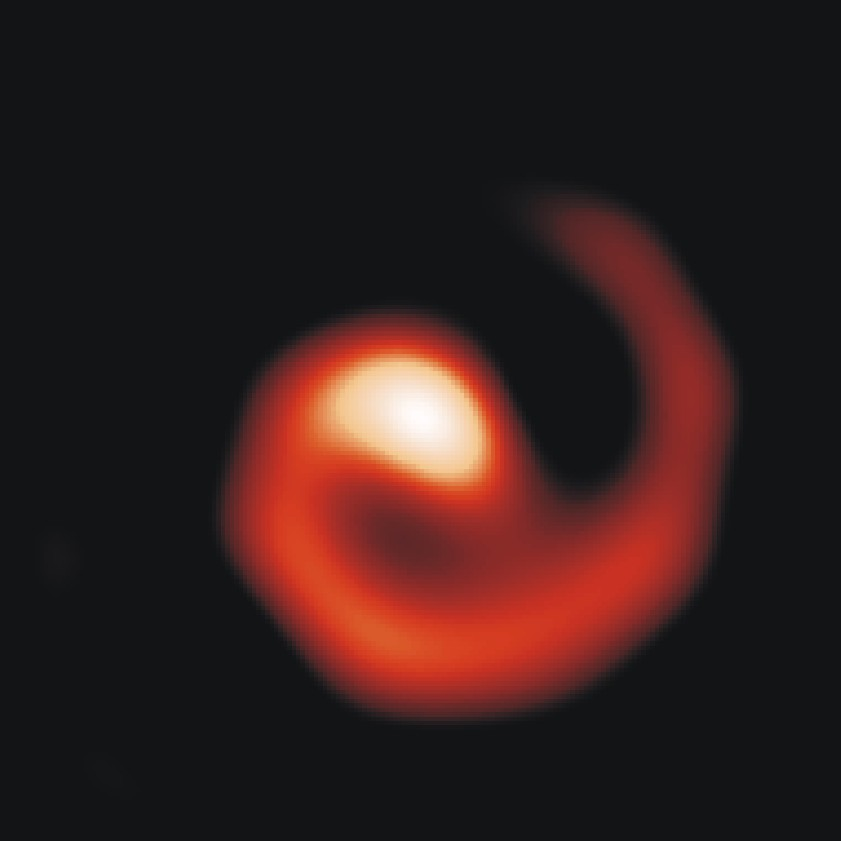
WR 104

WR 104是一颗发现于1998年的沃爾夫-拉葉星，距离地球约8000光年。WR 104 是一个双星系统，伴星是 OB 型恒星。该系统的公转周期是220天；并且主星與伴星之间的恆星風交互作用產生了一個「風車狀」的螺旋噴發模式，影響範圍超過200天文單位。螺旋是由灰塵組成的，一般來說會阻擋來自 WR 104 的強烈輻射，而非其伴星的輻射。兩顆巨大恆星的恆星風交互作用的區域會將物質壓縮到足以形成灰塵，並且該系統的旋轉會造成螺旋狀結構。

## 對地球的可能威脅
部分光學觀測指出 WR 104 的自轉軸與正對地球方向夾角在 16° 內。因為超新星爆炸時在恆星旋轉的兩極會產生噴流，這暗示了 WR104 變成超新星時對地球可能影響。雖然目前仍無法知道 WR104 何時可能變成超新星，但 WR 104 甚至可能在超新星爆炸時造成伽瑪射線暴。較新的光譜資料則指出 WR 104 的自轉軸可能與指向地球方向夾角在 30–40° 之間。

## 外部連結
- WR 104: A nearby gamma-ray burst? （页面存档备份，存于）
- SIMBAD WR104 page （页面存档备份，存于）
- WikiSky上关于WR 104的内容：DSS2, SDSS, GALEX, IRAS, 氢α, X射线, 天文照片, 天图, 文章和图片